# Gyponana caduca
Gyponana caduca är en insektsart som beskrevs av Delong och Freytag 1964. Gyponana caduca ingår i släktet Gyponana och familjen dvärgstritar. Inga underarter finns listade i Catalogue of Life.